# Plaiu Cornului
Plaiu Cornului – wieś w Rumunii, w okręgu Prahova, w gminie Șotrile. W 2011 roku liczyła 202 mieszkańców.